# Tel'aran'rhiod
Tel'aran'rhiod, ook wel de "Wereld der Dromen" genoemd, is in de boekenserie Het Rad des Tijds, geschreven door Robert Jordan een afspiegeling van de werkelijkheid, of een afspiegeling van iedere bestaande werkelijkheid.

## Beschrijving
Tel'aran'rhiod is een plaats waar eigen natuurwetten gelden, waar eigen mogelijkheden mogelijk zijn en eigen gevaren op de loer liggen. Het is een plaats zonder echte schaduwen omdat er altijd een soort licht hangt dat van overal en nergens vandaan lijkt te komen, alsof het licht uit de lucht zelf sijpelt.
Omdat Tel'aran'rhiod een afspiegeling is van de werkelijkheid is alles wat er gebeurt ook echt. Tel'aran'rhiod kan door ieder mens via zijn of haar dromen aangeraakt worden. Wanneer dit gebeurt, beleefd de slaper een droom die levensecht is. Dit vanwege de simpele werkelijkheid dat de droom ook daadwerkelijk werkelijk is. Iemand die in de Wereld der Dromen verblijft en droomt dat hij dood valt, zal daadwerkelijk sterven in zijn slaap. Gelukkig zijn de meeste aanrakingen met de Wereld der Dromen te kort om zo gevaarlijk te zijn. Wilde dieren lopen rond in de dromenwereld. Zo zijn er in het verleden ontmoetingen met wolven gedocumenteerd door Droomlopers. Tamme dieren als paarden, schapen en honden zijn niet in staat om zich tot in de dromenwereld te dromen.
Objecten van de wakende wereld hebben een afspiegeling in de Wereld der Dromen. Hoe ouder het voorwerp is, hoe meer solide zijn afspiegeling is. Een stenen toren die al 1000 jaar oud is heeft een solide afspiegeling in de dromenwereld, een vaas lijkt steeds verplaatst te worden en als je een brief leest in de Wereld der Dromen, dan zul je merken dat de brief veranderen kan in een andere brief voordat je de brief gelezen hebt. Vuur heeft geen afspiegeling in de dromenwereld. Daarentegen zie je veranderingen in Tel'aran'rhiod niet terug in de wakende wereld; een vaas die stukvalt in de dromenwereld nog altijd heel in de wakende wereld. De gevallen vaas zal in de dromenwereld verdwijnen en weer tevoorschijn komen op de plaats waar hij als afspiegeling van de werkelijke vaas stond.
Naast de toevallige aanraking met Tel'aran'rhiod zijn er mensen, Droomlopers genoemd die in staat zijn bewust de wereld der dromen te betreden en te verlaten. Een droomwereld heeft beheersing over de omgeving in Tel'aran'rhiod. Zo is een geoefende Droomloper in staat om zijn of haar kleren constant te houden, de kleren of het uiterlijk van zichzelf of van anderen te veranderen en droombeelden te scheppen. Dit doet ze door aan een beeld te denken waardoor dit beeld werkelijkheid wordt voor de tijd dat de bedenker van het beeld het beeld voor ogen houdt. Een droomloper zou bijvoorbeeld een kopje thee tevoorschijn kunnen denken. Wanneer je dit kopje thee drinkt dan voel je de warmte van de thee, je proeft de melk en de suiker in de thee en het geeft je het idee je dorst te lessen. De droomloper zou zelfs de honing in de thee kunnen verminderen mocht de droomthee te zoet zijn. Maar aangezien het een bedacht beeld is, is het niet in staat je dorst daadwerkelijk te lessen waardoor een droomloper theoretisch van dorst zou kunnen sterven zonder dat-ie het in de gaten heeft
Bekende droomlopers in de huidige tijd zijn Amys, wijze van de Aiel en Egwene Alveren.
Mensen zonder enig talent voor Droomlopen of geleiden zijn in staat Tel'aran'rhiod te betreden met behulp van een Droomter'angreaal.
Via Tel'Aran'Rhiod is een droomloper in staat om via de droom met de slaper te spreken. Ook is de droomloper in staat bij een droom naar binnen te kijken en zelfs om een droom te betreden waardoor de loper onderdeel uitmaakt van de droom. Wanneer de slaper zich hiervan bewust wordt is de dromer in staat om met de loper te doen wat-ie wil, en is de droomloper aan de slaper overgeleverd. Het is ook mogelijk om de slaper met geweld in de Wereld der Dromen te trekken waar de droomloper volledige controle heeft over de slaper. Dit wordt echter door niemand gedaan omdat het vroeger door de dienaren van de Duistere gedaan werd en het als een kwaadwillige daad gezien wordt.
Tel'aran'rhiod is het domein van de verzaker Lanfir, Dochter van de Nacht, die er enkel overtroffen wordt door Moghedien, de spin, die er nooit openlijk opereerde.
Het is mogelijk Tel'aran'rhiod in den vlezen te betreden. Zo zou je via de dromenwereld in 2 dagen tijd van de ene naar de andere kant van de wereld kunnen reizen.
Tel'aran'rhiod is ook de plaats waar de wolven doorleven na hun dood. Iedere wolf is in staat de "wolvendroom" te betreden wanneer ze slapen. Via de droom communiceren de wolven met elkaar en met hun overleden broeders. De wolvendroom is even reëel als de wakende wereld. Wanneer een wolf gedood wordt in de Wolvendroom dan sterft de wolf voorgoed.
De helden van weleer, dankzij hun heldendaden verbonden met het Rad en het Patroon van de Eeuwen verpozen in Tel'aran'rhiod tot het Rad ze wederom in het Patroon verweeft. Volgens de Voorspellingen van de Draak wachten ze daar tot ze opgeroepen worden door de Hoorn van Valere om in de Laatste Slag te strijden.
In deze voorspellingen wordt echter niet vermeld dat ze tegen de duistere zullen strijden. Ze zijn verbonden met de Hoorn en zullen dus strijden naast de eigenaar van de Hoorn, om het even of deze eigenaar aan de zijde van het licht, dan wel aan de zijde van de Duistere strijd.
Isam Mandragoran, waarschijnlijk de neef van Lan Mandragoran en aanvoerder van het trollokleger in de strijd tegen Perijn Aybara Guldenoog, bereisde Tel'aran'rhiod in den vlezen. Hoe dit mogelijk is is onzeker.
Zoals gemeld hebben gebeurtenissen in de dromenwereld geen invloed op de wakende wereld. Toch hebben zich enkele cruciale gebeurtenissen plaatsgevonden in Tel'aran'rhiod die van direct belang zijn geweest voor de aanloop naar Tarmon Gai'don.
De belangrijkste hiervan is de gevangenname van Moghedien door Nynaeve Almaeren die via een in de droom bedachte ter'angreaal de verzaker ketende en daarna Rahvin, die in den vlezen in de droomwereld met Rhand Altor streed aanviel waardoor Rhand Rhavin kon doden met Lotsvuur.
Als direct gevolg van Moghediens gevangenname werden vele verloren gewaande
Talenten herontdekt.
Birgitte Zilverboog toont zichzelf aan Nynaeve Almaeren en gaat samen met haar en Elayne de strijd aan met de verzakers. Bij een confrontatie met Moghedien wordt ze uit Tel'aran'rhiod gescheurd waardoor ze als volwassen vrouw met al haar herinneringen uit vorige levens in de wakende wereld terechtkomt. 